# Giro di Lombardia 1938
Il Giro di Lombardia 1938, trentaquattresima edizione della corsa, si svolse il 23 ottobre 1938 su un percorso di 232 km con partenza e arrivo a Milano. Fu vinto dall'italiano Cino Cinelli, giunto al traguardo con il tempo di 6h38'00", alla media di 34,974 km/h, precedendo i connazionali Gino Bartali e Osvaldo Bailo. Conclusero la prova, organizzata dalla Gazzetta dello Sport, 60 dei 101 ciclisti al via.

## Percorso
Partito come di consueto a Milano, il percorso attraversò nella prima parte Niguarda, Cusano Milanino, Desio, Seregno, Giussano, Inverigo, Canzo, Asso, Onno, Bellagio (km 60) con la salita alla Madonna del Ghisallo, Magreglio, di nuovo Asso (km 80) e Canzo, Erba, Albese, Como (km 100), San Fermo della Battaglia, Parè, Olgiate Comasco, Malnate e Varese (km 130). Nel Varesotto attraversò quindi nell'ordine Arcisate, Bisuschio, Porto Ceresio, Ponte Tresa (km 150) con la salita verso Marchirolo, Grantola, Rancio con la salita verso Brinzio (vetta al km 174), di nuovo Varese, Lozza e Tradate; dopo il passaggio da Mozzate, Cislago e Saronno, il percorso ebbe termine a Milano sulla pista del Velodromo Vigorelli.

## Ordine d'arrivo (Top 11)
| Pos. | Corridore         | Squadra | Tempo    |
| ---- | ----------------- | ------- | -------- |
| 1    | Cino Cinelli      | Frejus  | 6h38'00" |
| 2    | Gino Bartali      | Legnano | s.t.     |
| 3    | Osvaldo Bailo     | Bianchi | s.t.     |
| 4    | Pietro Rimoldi    | Ganna   | s.t.     |
| 5    | Diego Marabelli   | Bianchi | s.t.     |
| 6    | Secondo Magni     | Legnano | s.t.     |
| 7    | Severino Canavesi | Gloria  | s.t.     |
| 7    | Salvatore Crippa  | -       | s.t.     |
| 7    | Luigi Macchi      | Gloria  | s.t.     |
| 7    | Attilio Masarati  | Lygie   | s.t.     |
| 7    | Mario Vicini      | Lygie   | s.t.     |